# Franey
Franey település Franciaországban, Doubs megyében. Lakosainak száma 267 fő (2022. január 1.). Franey Ruffey-le-Château, Placey, Recologne és Lavernay községekkel határos.

## Népesség
A település népességének változása:
| Lakosok száma | 130  | 131  | 180  | 264  | 299  | 283  | 272  | 268  | 268  | 267  |
|               | 1968 | 1982 | 1990 | 2006 | 2013 | 2015 | 2017 | 2019 | 2020 | 2022 |